# 振德巷
振德巷始建于1934年，为坐落于当时的天津法租界的巴黎路（Rue de Paris）（今和平区吉林路），目前为一般保护等级历史风貌建筑。

## 历史
振德巷始建于1934年，由华洋设计建筑公司设计，原为裕津银行办公用房，后改为集合式住宅。

## 建筑风格
振德巷为三层混合结构楼房，外立面为红砖清水墙面，局部混水墙面装饰有水泥花饰，建筑二层和三层阳台及窗户均装饰有铁艺栏杆，入口处设有悬挑雨篷。建筑顶部为平屋顶，女儿墙上装饰有有纹饰。楼内建有木楼梯。